# Alpina Burkard Bovensiepen
Die Alpina Burkard Bovensiepen ist ein deutscher Fahrzeughersteller mit Sitz in Buchloe.
Alpina war seit den 1960er Jahren im BMW-Tuning und Motorsport aktiv und wurde 1978 Hersteller von Personenkraftwagen auf Basis von Produkten der BMW AG. Seit 1983 ist das in Buchloe im Landkreis Ostallgäu ansässige Unternehmen als offizieller Automobilhersteller beim Kraftfahrtbundesamt in Flensburg registriert.
Im Jahr 2014 fertigten rund 200 Mitarbeiter ca. 1700 Fahrzeuge und erwirtschafteten einen Umsatz von 90 Mio. Euro. An die 600 Fahrzeuge wurden im Heimatmarkt Deutschland abgesetzt, jeweils rund 400 gingen in die USA und nach Japan. Das zweite Standbein des Familienunternehmens ist der Weinhandel.
Im März 2022 wurde bekannt gegeben, dass BMW die Markenrechte von Alpina übernehmen wird. Die Produktion der aktuellen Modelle wird noch bis 2025 weitergeführt. Bei Bovensiepen verbleibt die Wartung und Ersatzteilversorgung der bisherigen Modelle sowie der Weinhandel. Außerdem sollen unter Bovensiepen Automobile neue Modelle auf BMW-Basis gefertigt werden. Ein erster Ausblick hierfür wurde im Mai 2025 auf dem Concorso d’Eleganza Villa d’Este mit dem Bovensiepen Zagato auf Basis des BMW M4 gezeigt.

## Unternehmensgeschichte und Fahrzeuge
| Modell                         | Basis         |
| ------------------------------ | ------------- |
| BMW Alpina D3 S (Diesel)       | BMW 3er (G20) |
| BMW Alpina D3 S (Diesel)       | BMW 3er (G21) |
| BMW Alpina B3                  | BMW 3er (G20) |
| BMW Alpina B3                  | BMW 3er (G21) |
| BMW Alpina B4                  | BMW 4er (G26) |
| BMW Alpina D4 (Diesel)         | BMW 4er (G26) |
| Alpina XD3 Quad-Turbo (Diesel) | BMW X3 (G01)  |
| Alpina XD4 Quad-Turbo (Diesel) | BMW X4 (G02)  |
| Alpina XB7                     | BMW X7 (G07)  |
| Alpina B8                      | BMW 8er (G16) |

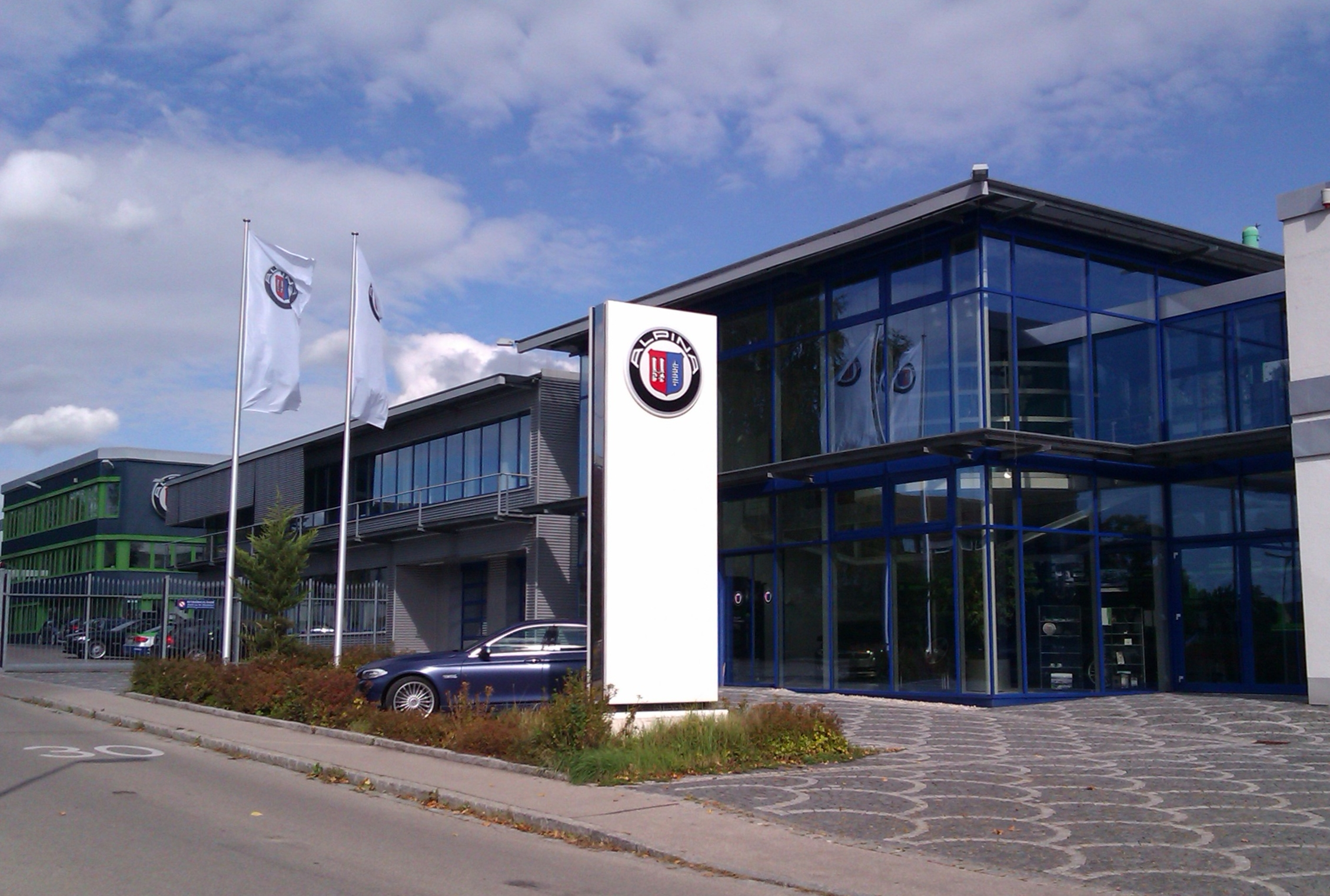
Firmensitz von Alpina in Buchloe

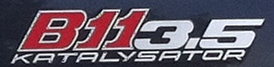
Alpina-Typenschild

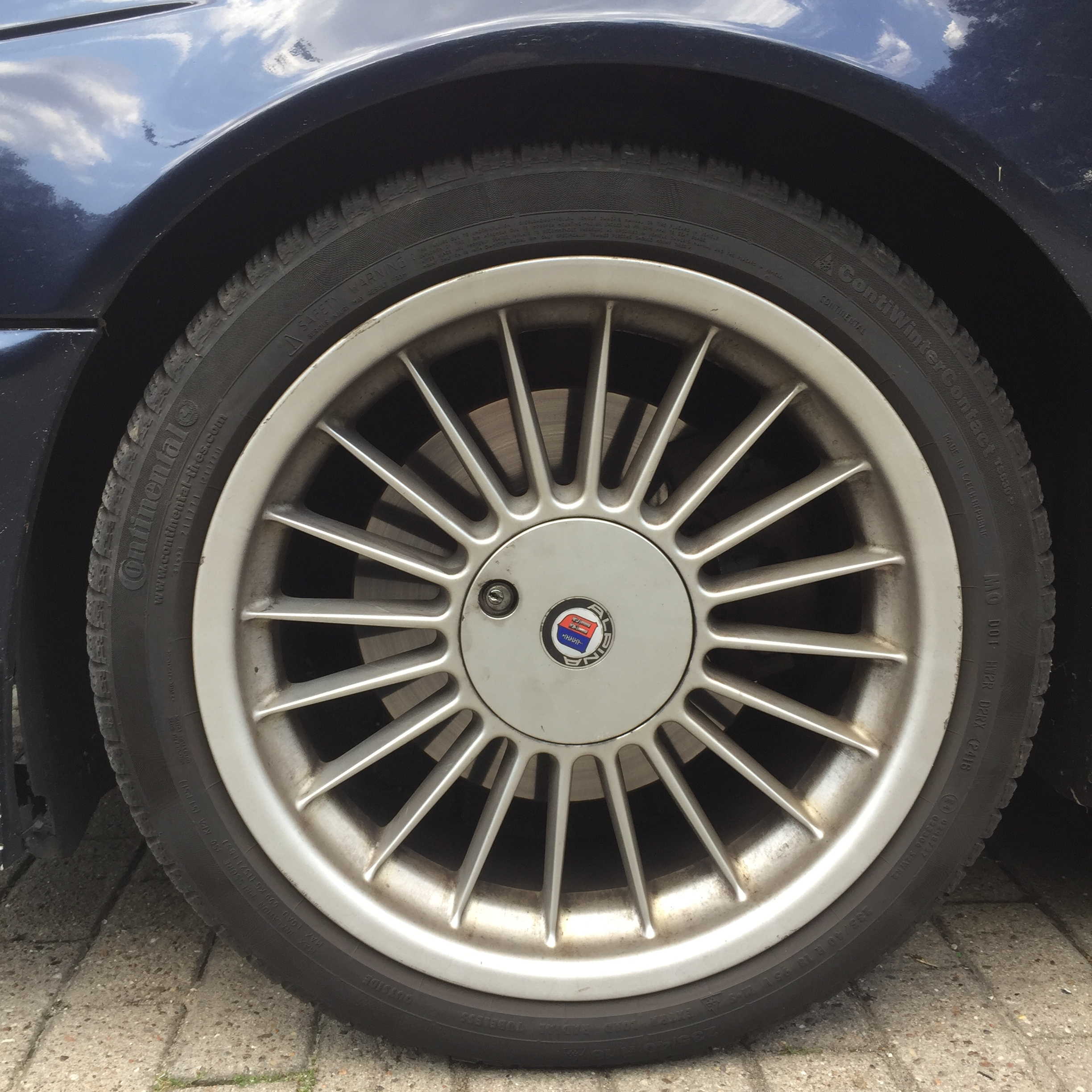
Klassisches Alpina-Rad (mit Felgenschloss)

Die offizielle Firmengründung datiert auf den 1. Januar 1965. Der am 1. September 1936 geborene Gründer Burkard Bovensiepen († 12. Oktober 2023) stand bis kurz vor seinem Tod der Geschäftsleitung vor, der mittlerweile auch seine Söhne Andreas und Florian angehören. Burkard Bovensiepens Vater betrieb bereits unter dem Namen Alpina einen Produktionsbetrieb für Büromaschinen.
Die als Basis dienenden BMW-Automobile werden von Alpina mit geänderten Fahrwerken, Bremsen, Innenausstattungen usw. ausgestattet. Als Kern eines Alpina-Automobils gilt der Motor, der auf einem BMW-Motorblock und -Zylinderkopf basiert und modifiziert wird.
Inzwischen findet die Montage eines Alpina im BMW-Werk statt. Alpina liefert dorthin die Komponenten und erhält anschließend das fertige Fahrzeug zur Auslieferungsvorbereitung. Neben Deutschland sind Großbritannien, Japan und der Nahe Osten wichtige Märkte für Alpina.

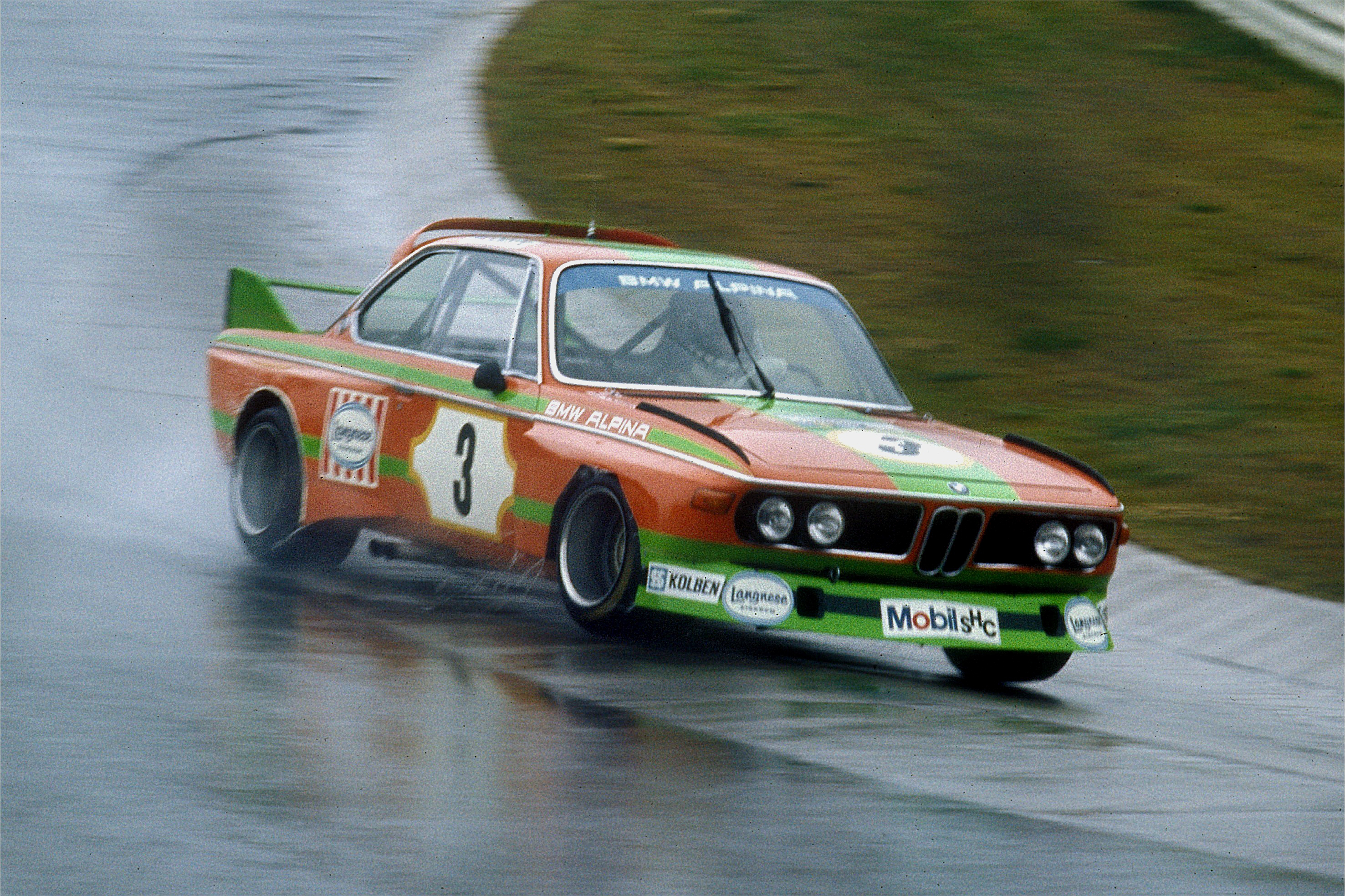
BMW Alpina 3,0 CSL (1974), gefahren von Helmut Koinigg

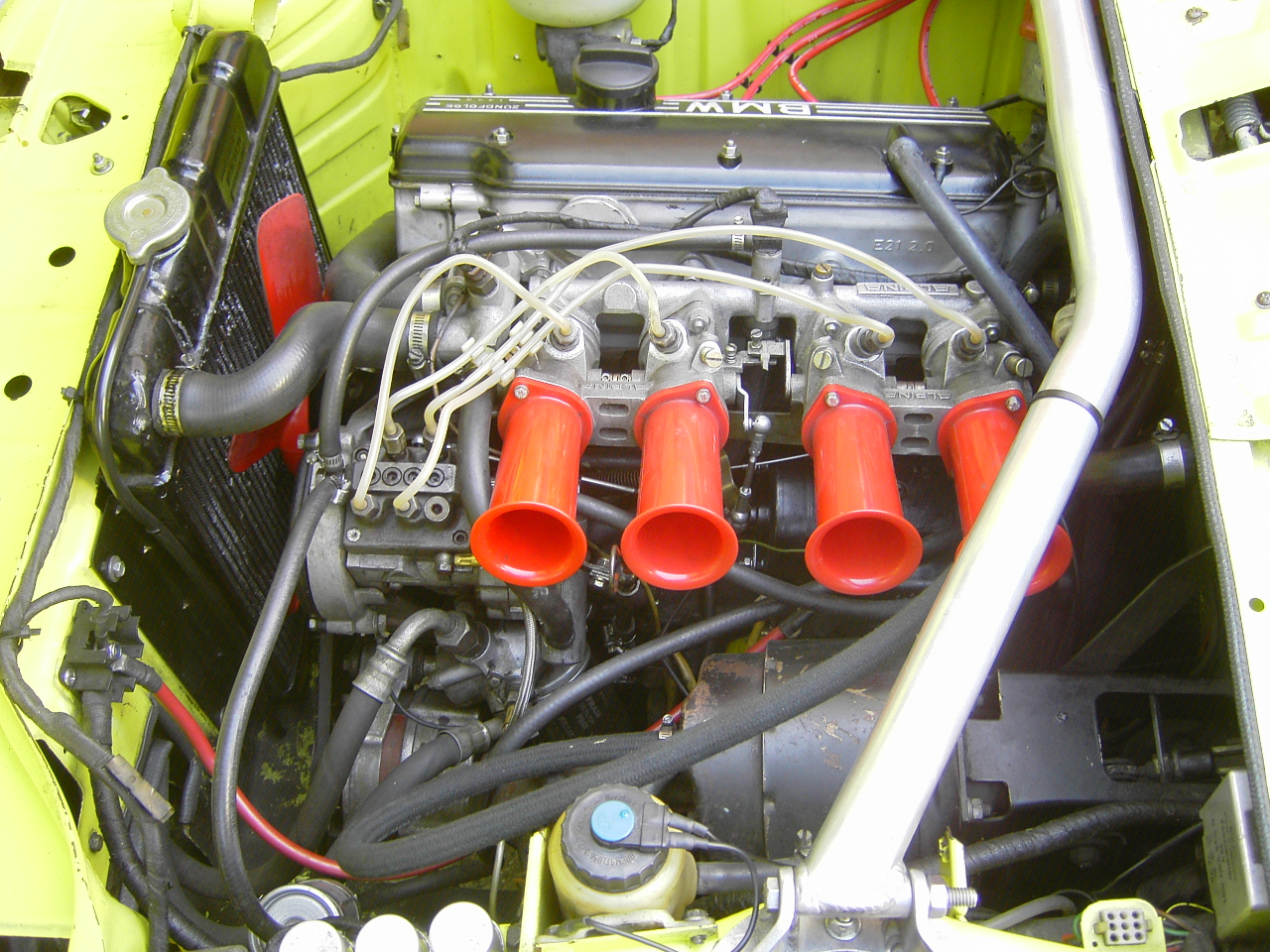
M10 BMW 2002 tii Alpina A4 mit Kugelfischer-Einspritzung und Alpina Einzeldrosselanlage

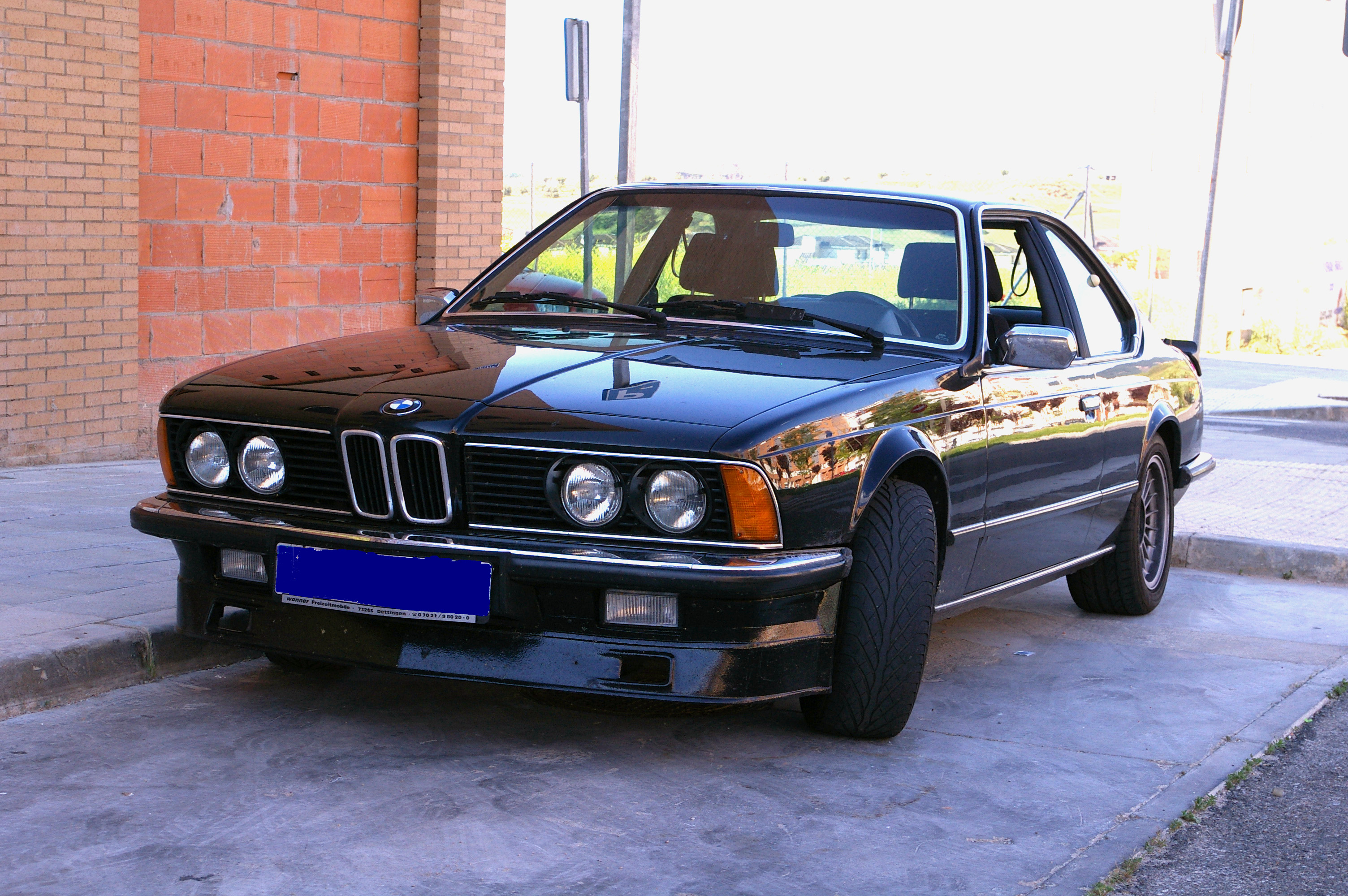
BMW Alpina B7 Turbo Coupé von 1984

Von 1963 bis 1977 war Alpina ein Fahrzeugtuner. BMW gewährte den Alpina-Fahrzeugen die volle Werksgarantie. Die Zusammenarbeit mit der BMW AG ist bis heute ein maßgeblicher Faktor für das Unternehmen, eine Marktnische im Pkw-Bereich besetzen zu können.
Den Startpunkt für die Veredelung von BMW-Automobilen bildete ein Tuning-Kit für den BMW 1500 der „Neuen Klasse“. Bald bildete die BMW-02-Reihe den Kern der Tuningaktivitäten. Aber auch die Sechszylindermodelle (BMW E3, BMW E9, später BMW E12 und E21) waren beliebte Tuningobjekte. Die Fahrzeuge wurden wahlweise bei Alpina oder bei BMW-Händlern umgebaut; es gab alle Teile jedoch auch einzeln. Aus diesem Grund ist es heute schwer nachzuvollziehen, wann und wo ein Umbau erfolgte. Die Vierzylinderversionen (BMW M10) hatten dabei in der Bezeichnung alle ein A, die kleinen Sechszylinder ein C (BMW M20) und die großen Sechszylinder ein B (BMW M30).
So ist ein Alpina-A4S-Motor ein BMW-2002-tii-Vierzylindermotor (M10) mit 300-Grad-Nockenwelle, überarbeitetem Ventil- und Kurbeltrieb, Einzeldrosselanlage (mechanische Kugelfischer-Einspritzung mit einer Drosselklappe je Zylinder) und, am S zu erkennen, mit Schmiedekolben und daran angepassten halbkugelförmigen Brennräumen. Dies ergab statt der mit einer zentralen Drosselklappe erzielten serienmäßigen 96 kW je nach Nockenwelle rund 129–147 kW (ohne Schmiedekolben als Alpina A4 mit 300-Grad-Nockenwelle ca. 118 kW), und dies bei sehr guten Abgas- und Verbrauchswerten.
Selbst die 118-kW-Version des A4 distanzierte den von BMW angebotenen, mit 125 kW nominell stärkeren BMW 2002 turbo auf der Nürburgring-Nordschleife im Test von Auto, Motor und Sport deutlich, was das Leistungsvermögen der Alpina-Fahrzeuge dieser Zeit verdeutlicht.
Diese von Alpina selbst entwickelte Einzeldrosselanlage markierte den Übergang vom Tuner zum Hersteller. Die Einzeldrosselanlage ziert auch seit dieser Zeit das Alpina-Logo auf der linken Seite, zusammen mit der Kurbelwelle auf der rechten Seite. Vorher bestand das Alpina-Logo links aus einem Doppelvergaser und rechts aus einer Nockenwelle. Mit diesen Teilen hatte das Geschäft zur Zeit des BMW 1500 begonnen. Die Hausfarben waren anfangs Colorado-Orange und Mattschwarz, später ein leuchtendes Grün und Königsblau.
Angeboten wurden damals sämtliche Tuningstufen, von verbesserten Serienfahrzeugen bis zu Rundstreckenrennfahrzeugen, mit denen auch Alpina selbst sehr erfolgreich an Rennveranstaltungen teilnahm.
In Zusammenarbeit mit BMW M, die bis heute die M-Modelle herstellt, wurde Anfang der 1970er-Jahre der BMW 3.0 CSL als Homologationsmodell für den Motorsport entwickelt.
In den 1960er- und 1970er-Jahren nahm Alpina erfolgreich am internationalen Tourenwagen-Rennsport teil. Profis wie z. B. Niki Lauda oder Derek Bell pilotierten zu dieser Zeit die Alpina-Wagen. 1987 und 1988 nahm Alpina an der DTM teil. Ende 2007 gab Alpina bekannt, mit einem auf dem Alpina B6S basierenden Modell in den Motorsport zurückkehren zu wollen. Der Wagen sollte dem FIA-GT3-Reglement entsprechen und hauptsächlich in der FIA-GT3-Europameisterschaft sowie in dem ADAC GT Masters starten. Der Alpina B6 GT3 genannte Rennwagen debütierte im Jahr 2009 und beförderte 2011 Alexandros Margaritis und Dino Lunardi zum Titelgewinn im ADAC GT Masters.
Die ersten Fahrzeuge, die Alpina als Hersteller baute, waren der Alpina B6, der Alpina C1 (beide auf Basis des ersten 3er, des BMW E21) und der Alpina B7 Turbo (Basis 5er BMW E12 und später 6er E24 und neuer 5er E28). Der B7 Turbo war in seiner viertürigen Version mit 3 Litern Hubraum und 221 kW (300 PS) zu dieser Zeit die schnellste Limousine der Welt, später gab es noch den B7S Turbo mit 3,5-Liter-Motor und 243 kW (330 PS).
Der wohl bekannteste Vertreter aus dem Hause Alpina und zudem noch das Lieblingsauto von Burkard Bovensiepen war der 1989 präsentierte Alpina B10 Bi-Turbo auf Basis des BMW 535i E34. Mit einer Höchstgeschwindigkeit von über 290 km/h war das Fahrzeug die schnellste Serienlimousine der Welt. Die Leistung von 265 kW (360 PS) (der BMW 535i E34 hatte 155 kW / 211 PS) wurde selbst bei hohen Außentemperaturen erreicht. Paul Frère, bekannter Rennfahrer und Journalist, schrieb über den B10 Bi-Turbo in der Zeitschrift Road & Track: „For me this is the car … I think this is the best 4door in the world.“
Eine weitere Besonderheit war der B6 3,5 S, der auf Basis des BMW M3 (E30) nur 62-mal hergestellt wurde und einen 3,5 Liter großen 6-Zylinder mit 187 kW (254 PS) hatte.

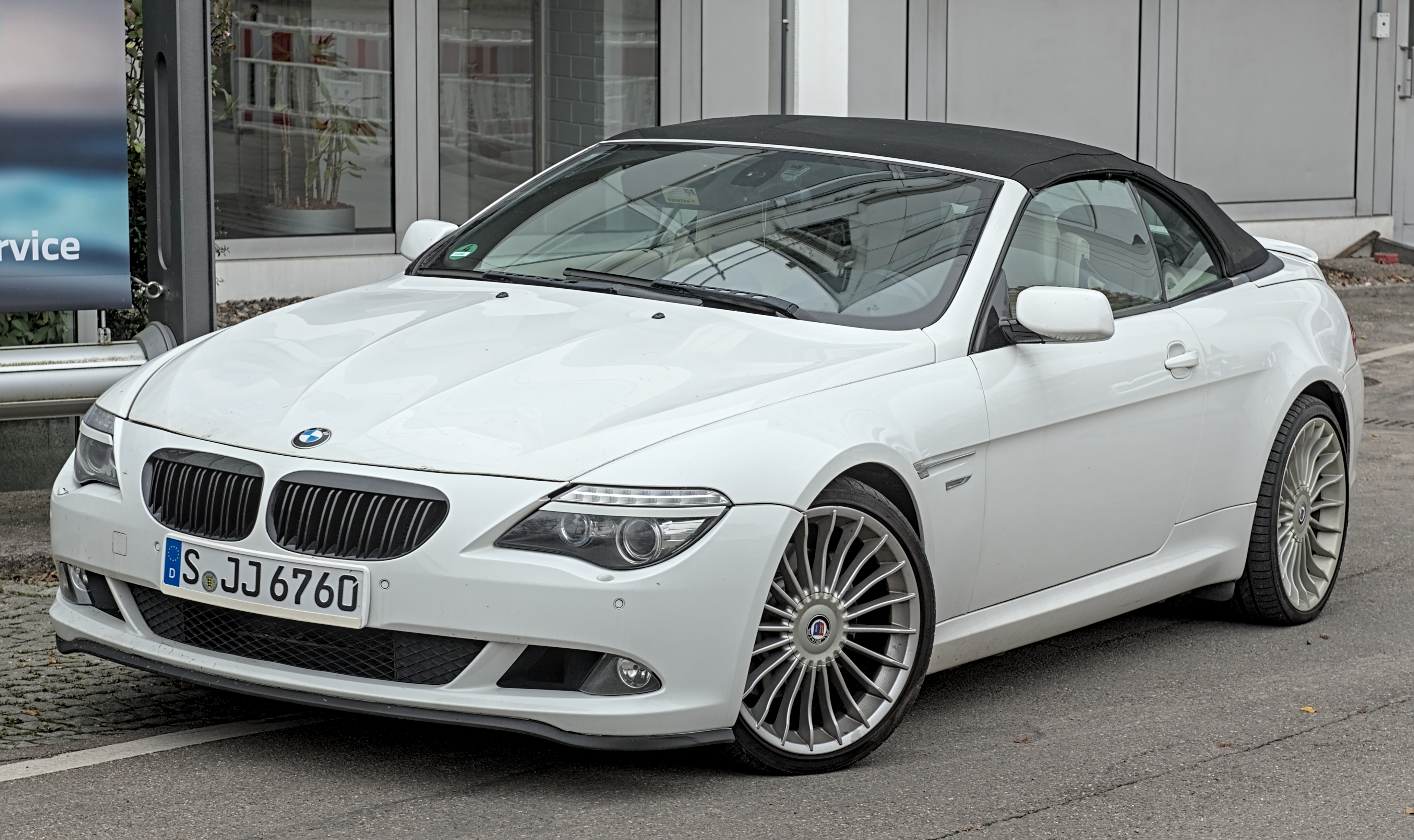
Alpina B6 – Cabrio auf Basis eines BMW E64

In den Neunzigerjahren stellte Alpina unter anderem den Alpina B8 her. Hierbei bauten die Alpina-Ingenieure einen 232 kW (später 245 kW) starken 4,0-l- bzw. 4,6-l-Achtzylindermotor (Basis BMW M60) in die Karosserie einer nur für maximal Sechszylindermotoren vorgesehenen 3er-Serie (BMW E36) ein. Insgesamt wurden von Januar 1995 bis November 1998 221 Exemplare des B8 4.6 gefertigt (93 Limousinen, 78 Coupés, 23 Cabriolets und 27 Touring). Auf dem Genfer Salon 1999 debütierte der erste Alpina-Diesel, der D10 Biturbo (180 kW). Im Herbst 2005 folgte mit dem D3 ein zweiter Diesel. Basismodell für den D3 (147 kW) war der BMW 320d. Sein Nachfolger, der D3 Biturbo, leistet 157 kW. Aktuell besteht die Produktpalette aus den Modellen D3 S, B3 GT, D4 S, B4 GT, B8, XD3, XD4, sowie dem XB7.
Äußerlich sind die Alpina-Modelle oft an den speziellen Alpina-Rädern mit 20 Speichen, charakteristischen Front- und Heckspoilern sowie den Alpina-Dekorstreifen zu erkennen. Dabei handelt es sich um Konturklebestreifen in einem speziellen Design, die rund um das Fahrzeug oder auf dem Frontspoiler angebracht werden, je nach Kundenwunsch in Silber- oder Gold-Dekor.

## Bilder

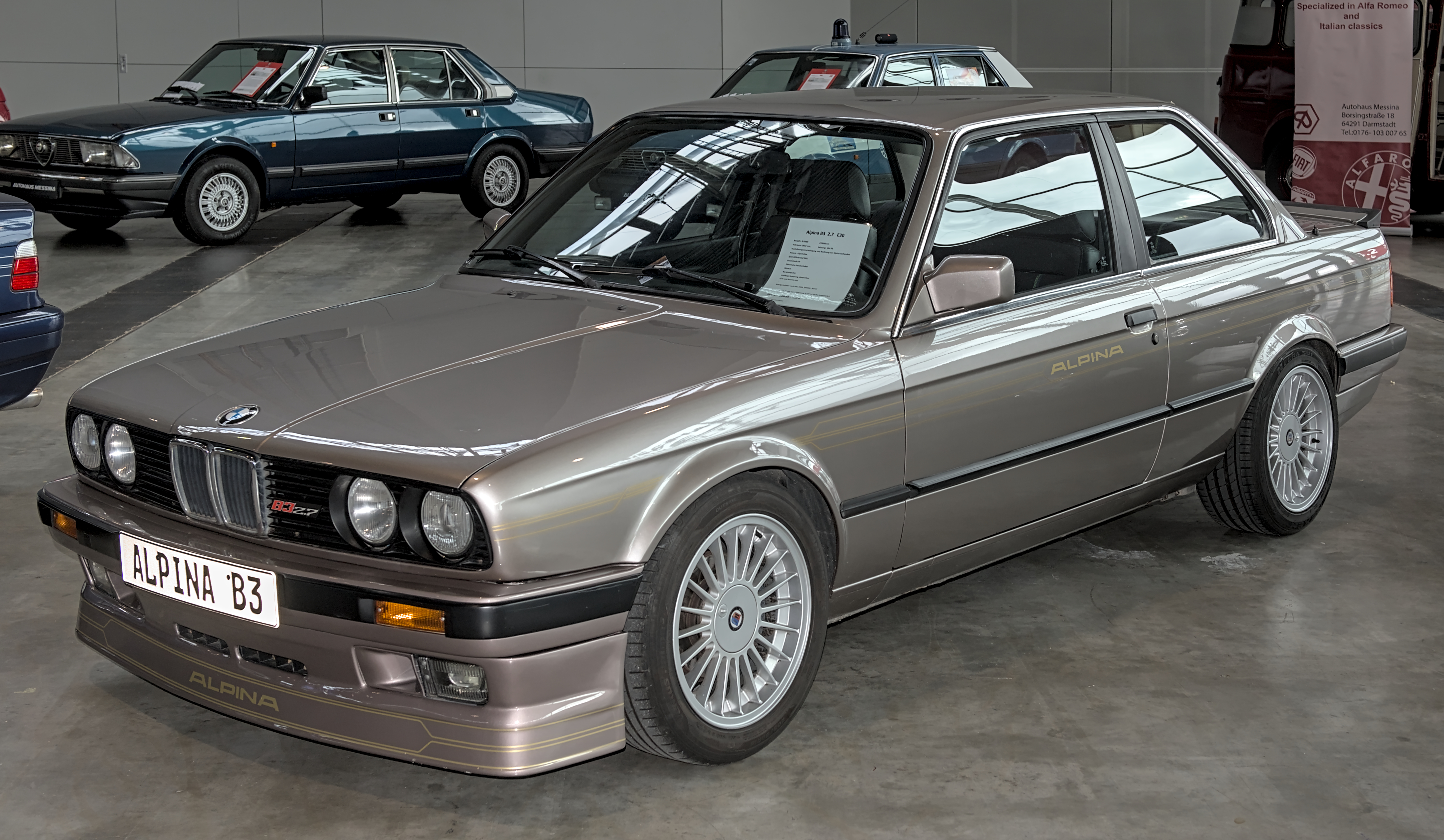
Alpina B3 2.7 auf Basis des BMW 3ers E30
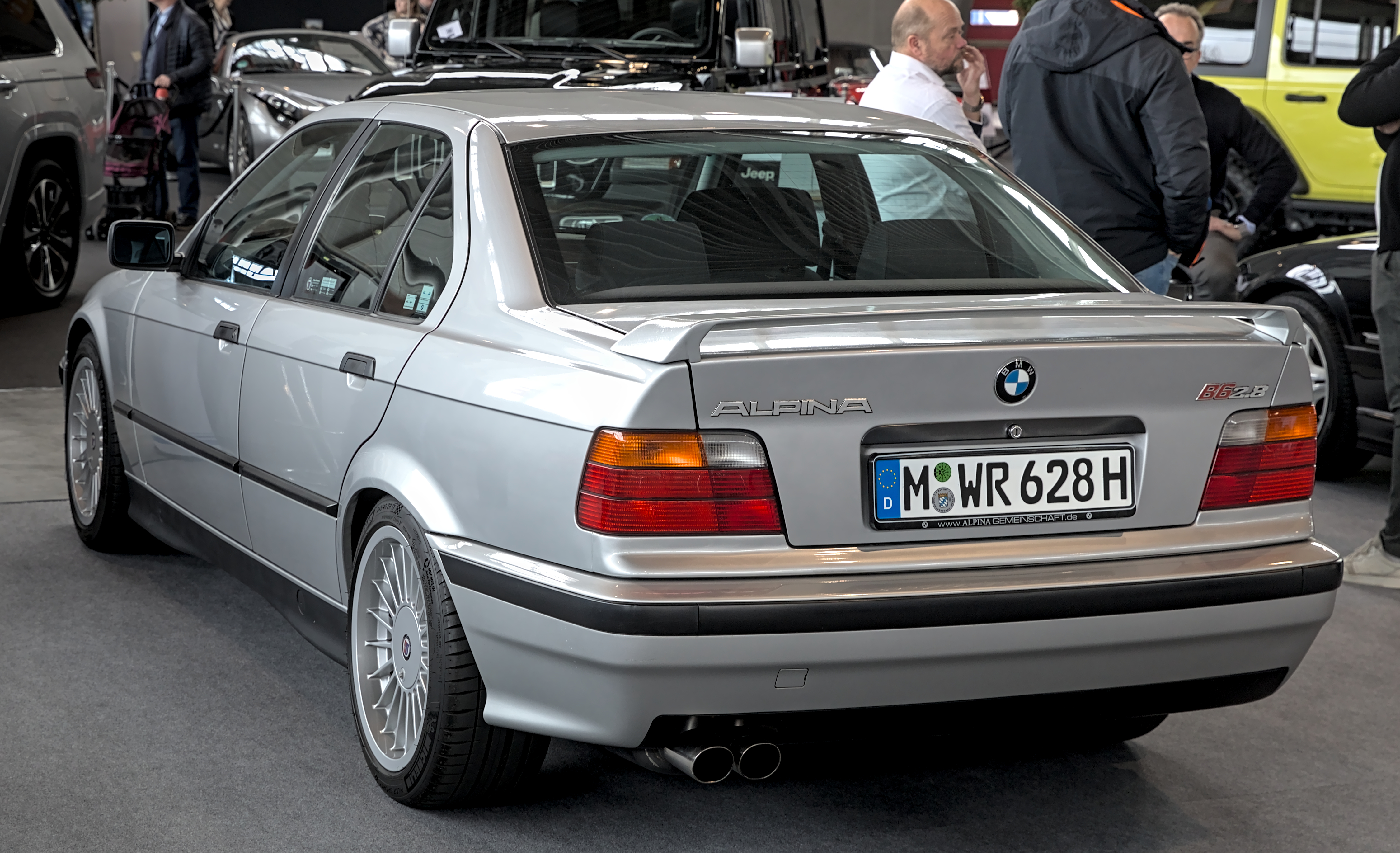
Alpina B6 2.8 auf Basis des BMW 3ers E36
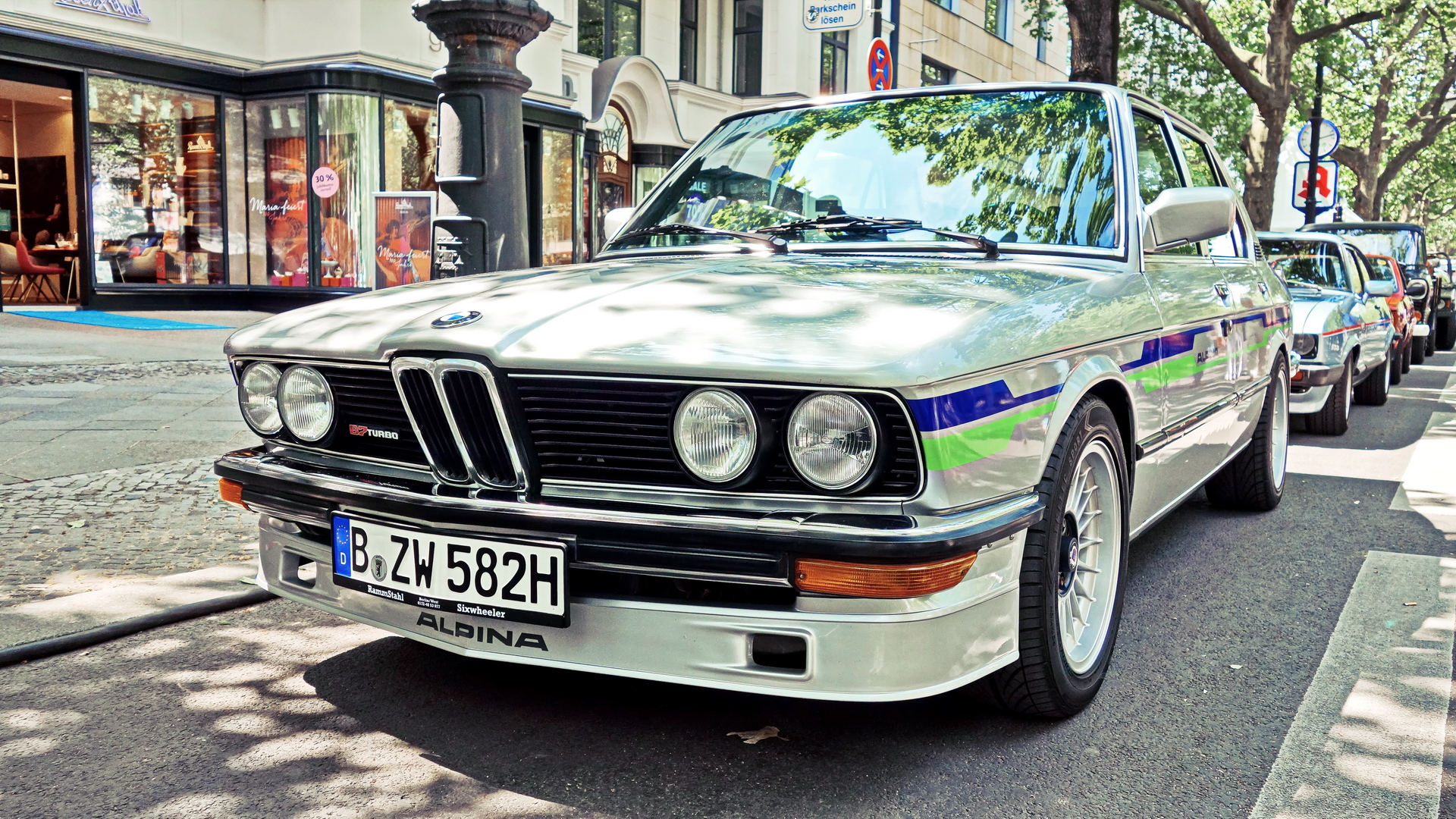
Alpina B7 Turbo auf Basis des BMW 5ers E12
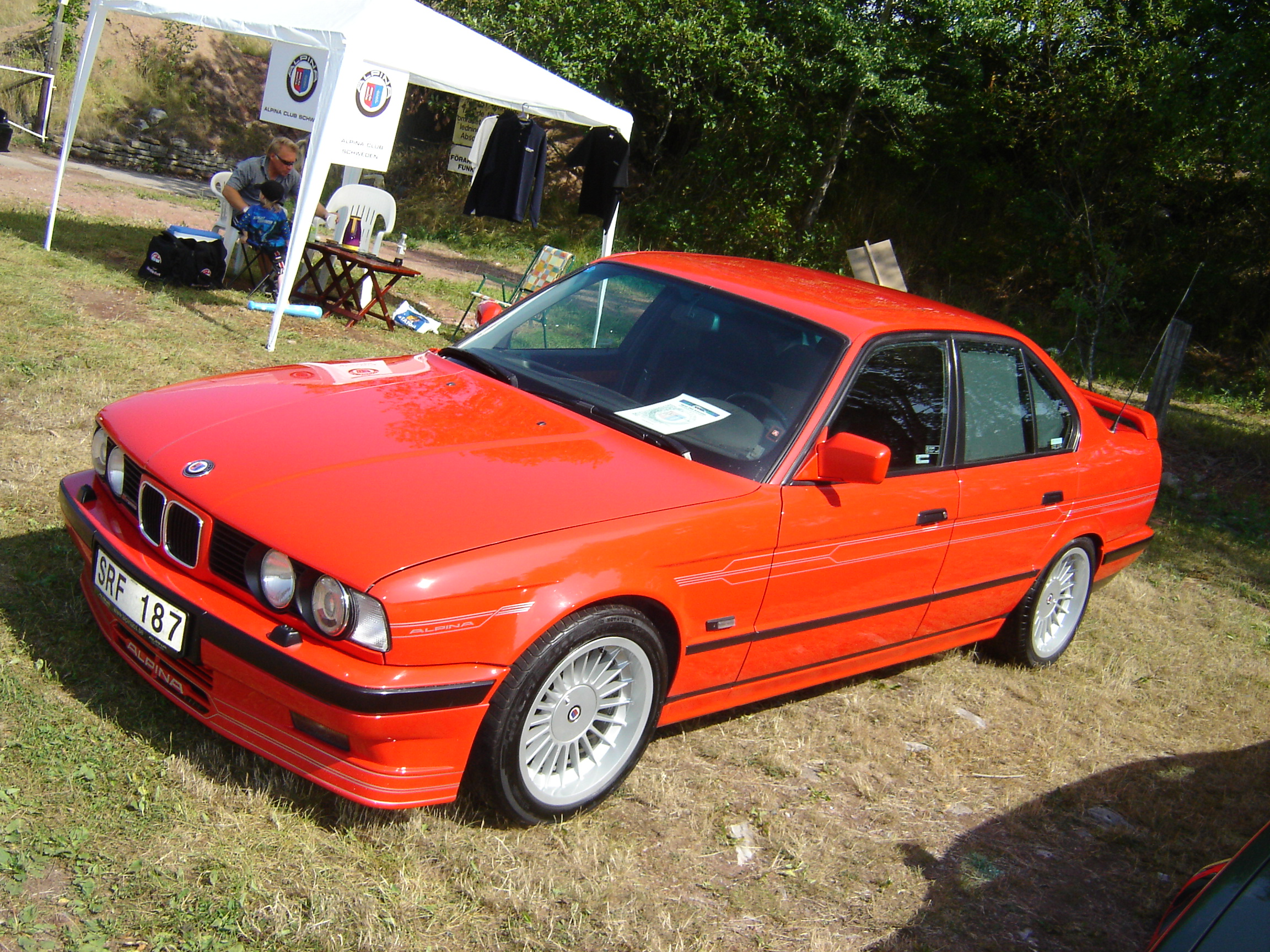
Alpina B10 3.5 auf Basis des BMW 5ers E34
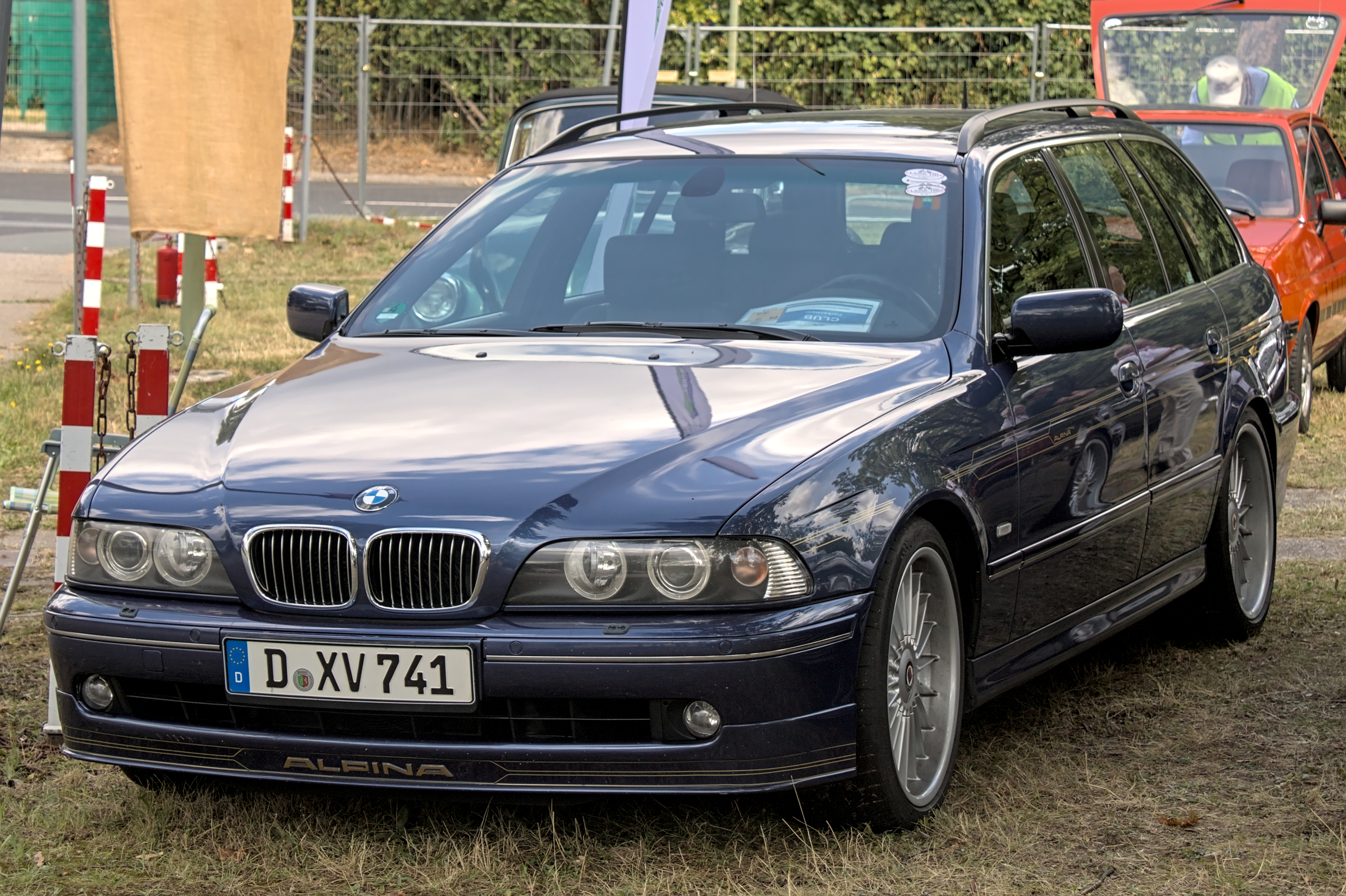
Alpina B10 Touring
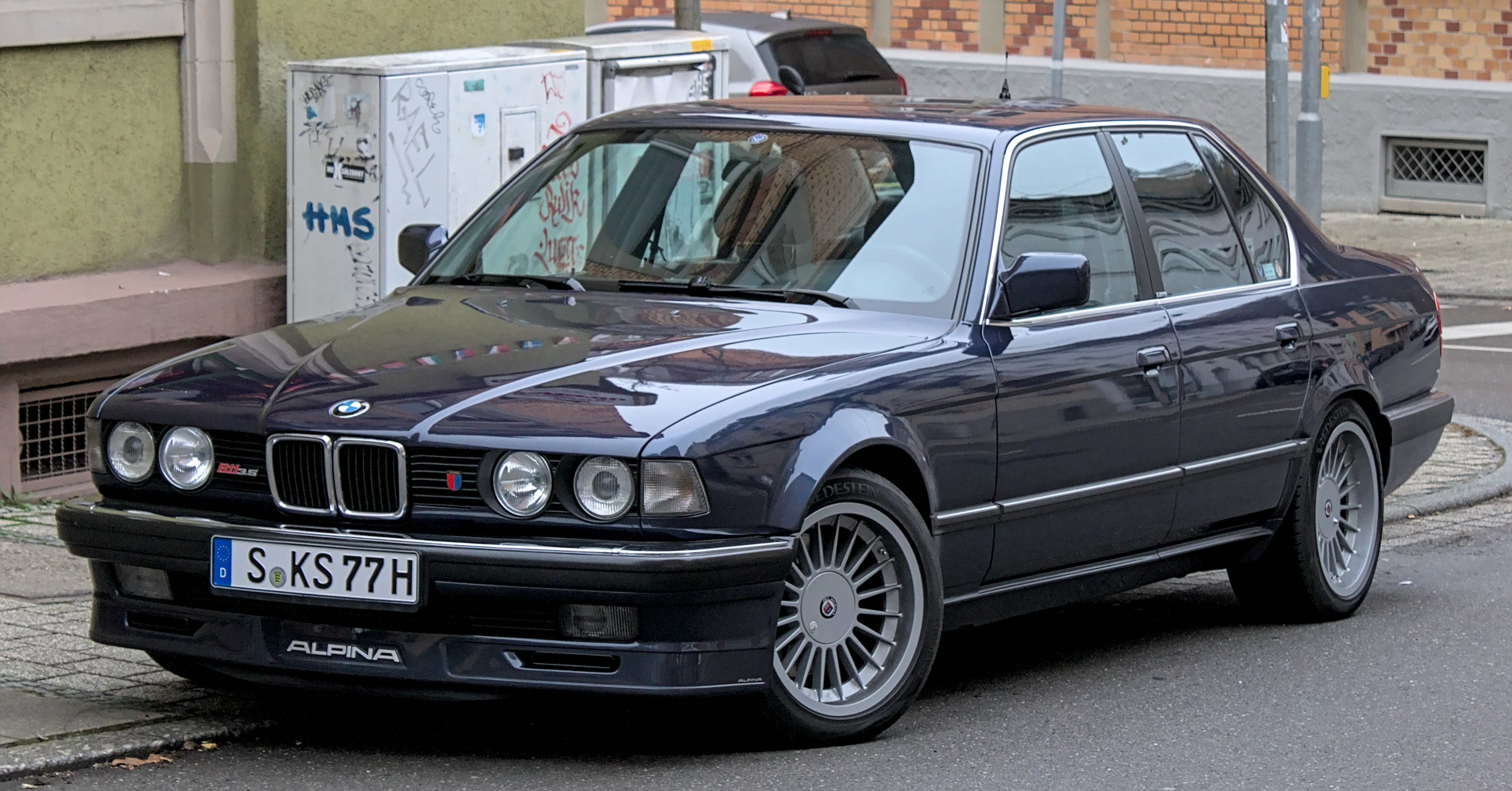
Alpina B11 auf Basis des BMW 7ers E32
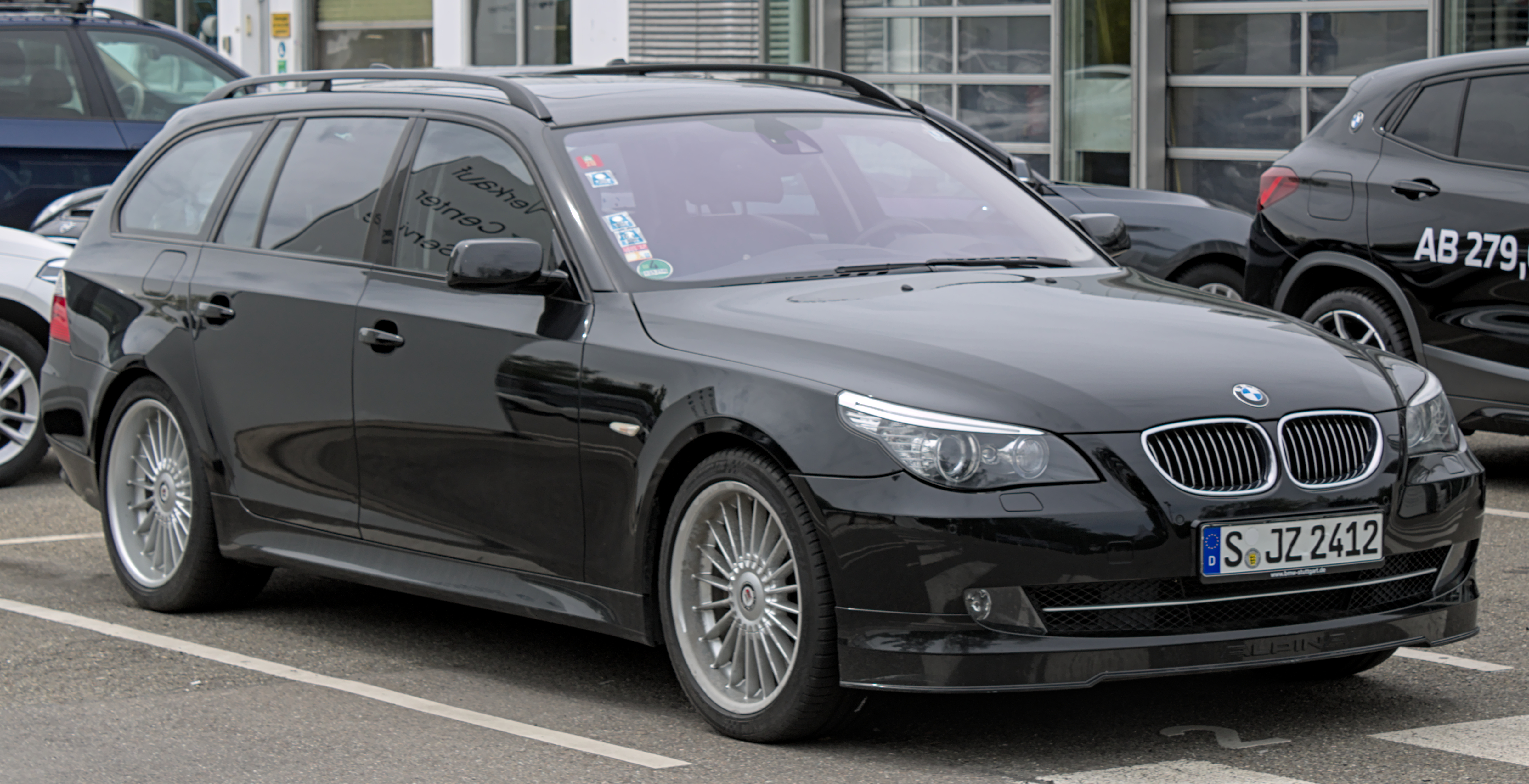
Alpina B5 S auf Basis des BMW 5ers E61
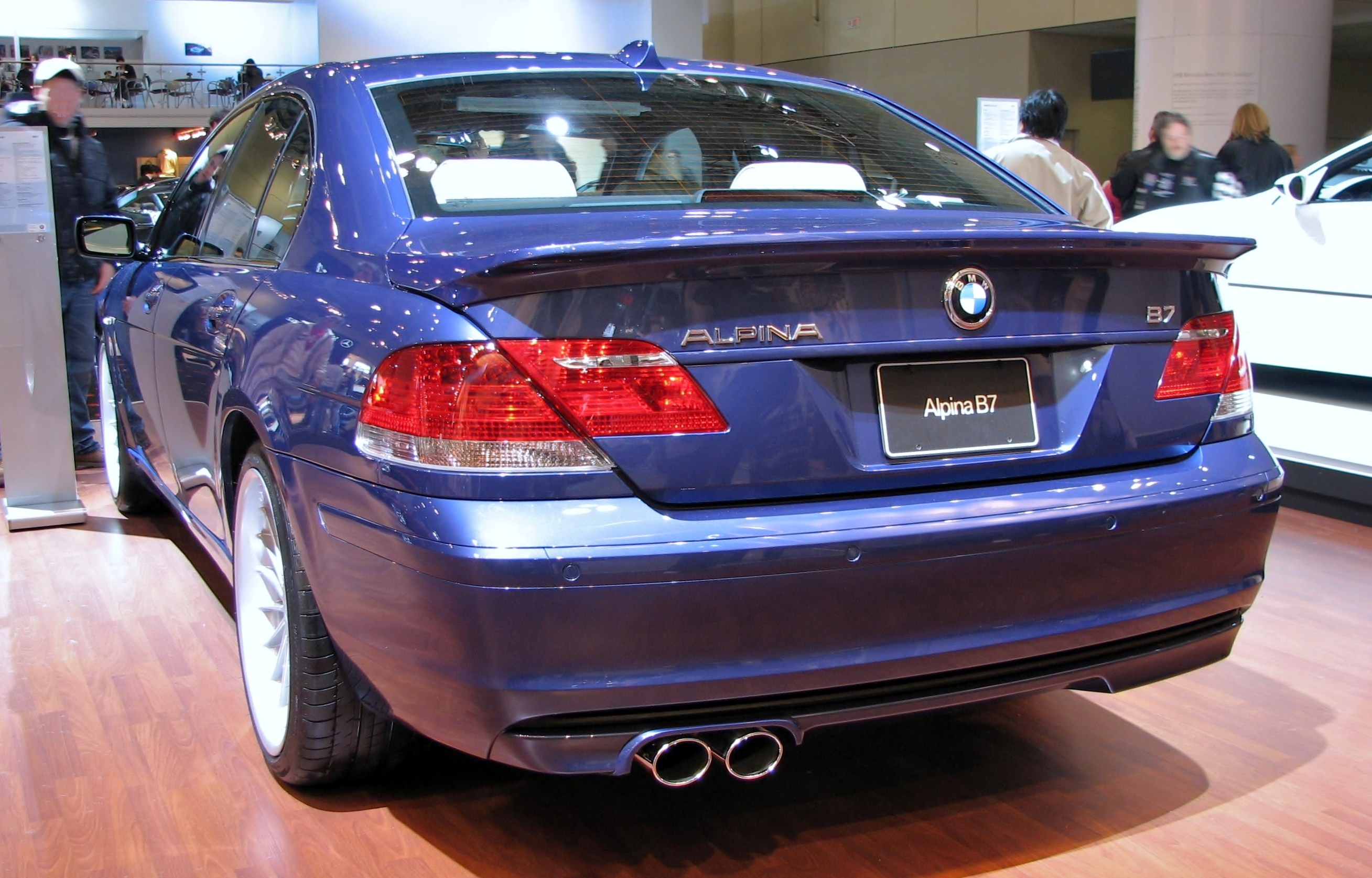
Alpina B7 auf Basis des BMW 7ers E66
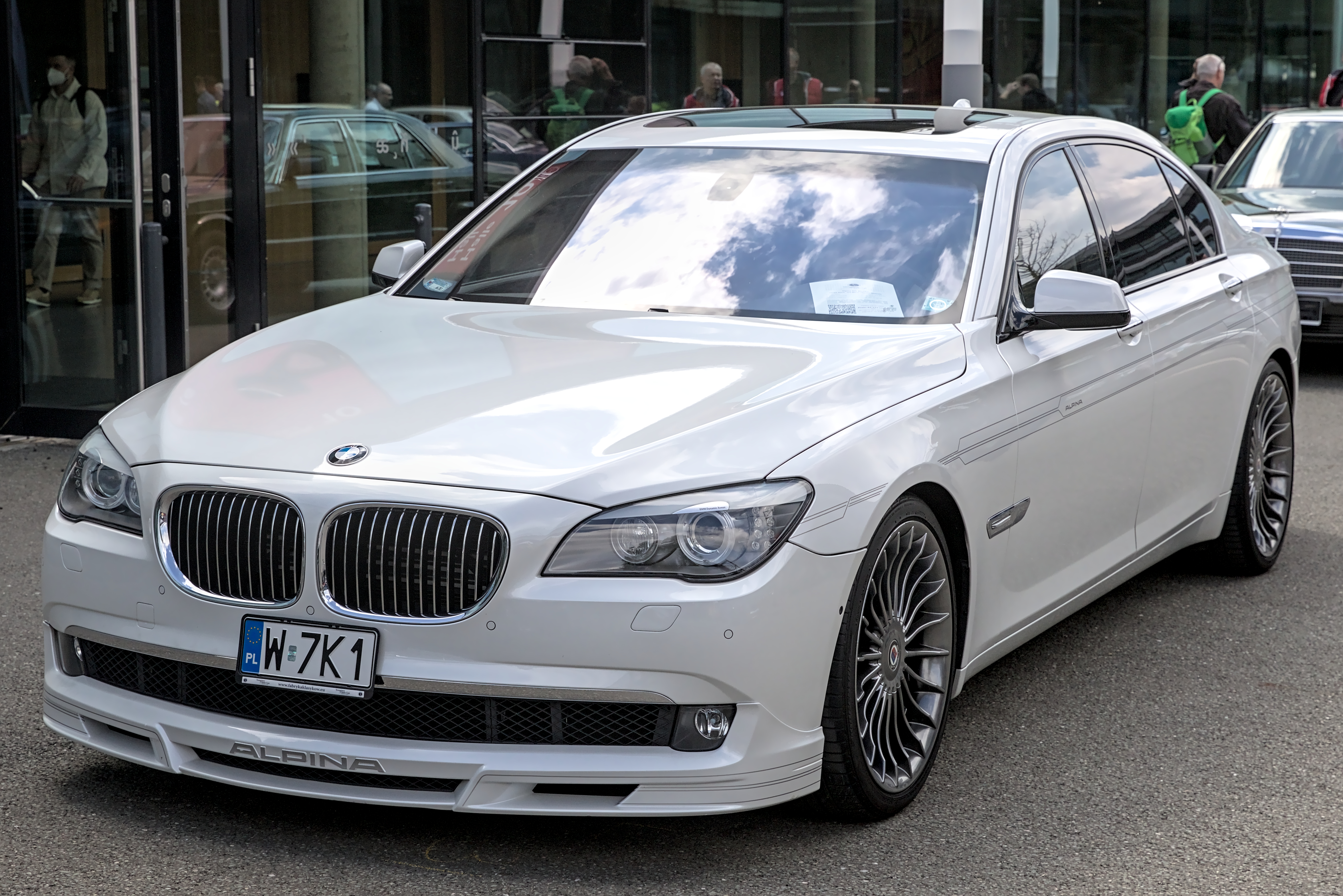
Alpina B7 BiTurbo 2009 auf Basis des BMW 7ers F02

### Aktuelle Modelle

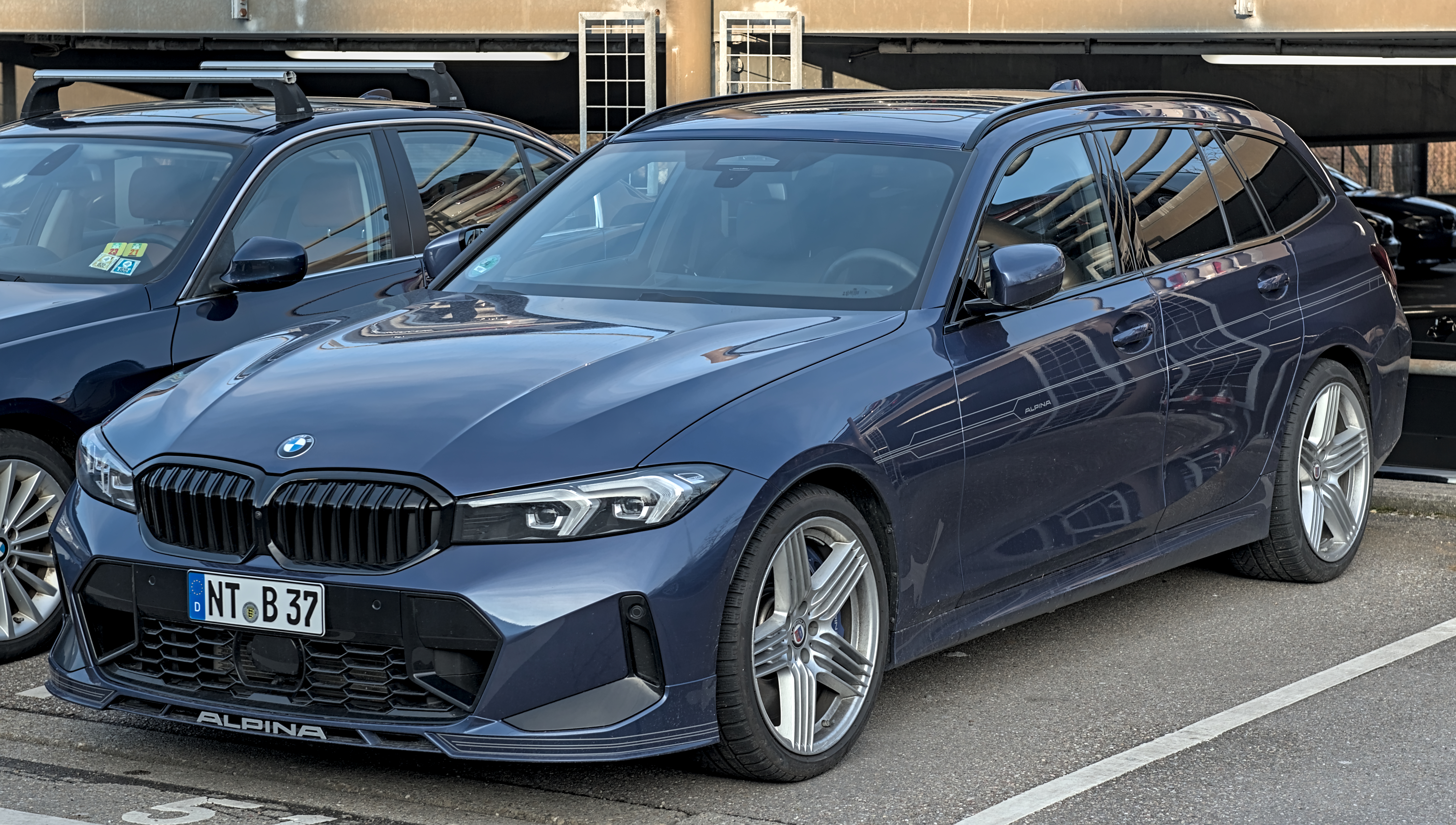
Alpina B3 Touring auf Basis des BMW 3ers
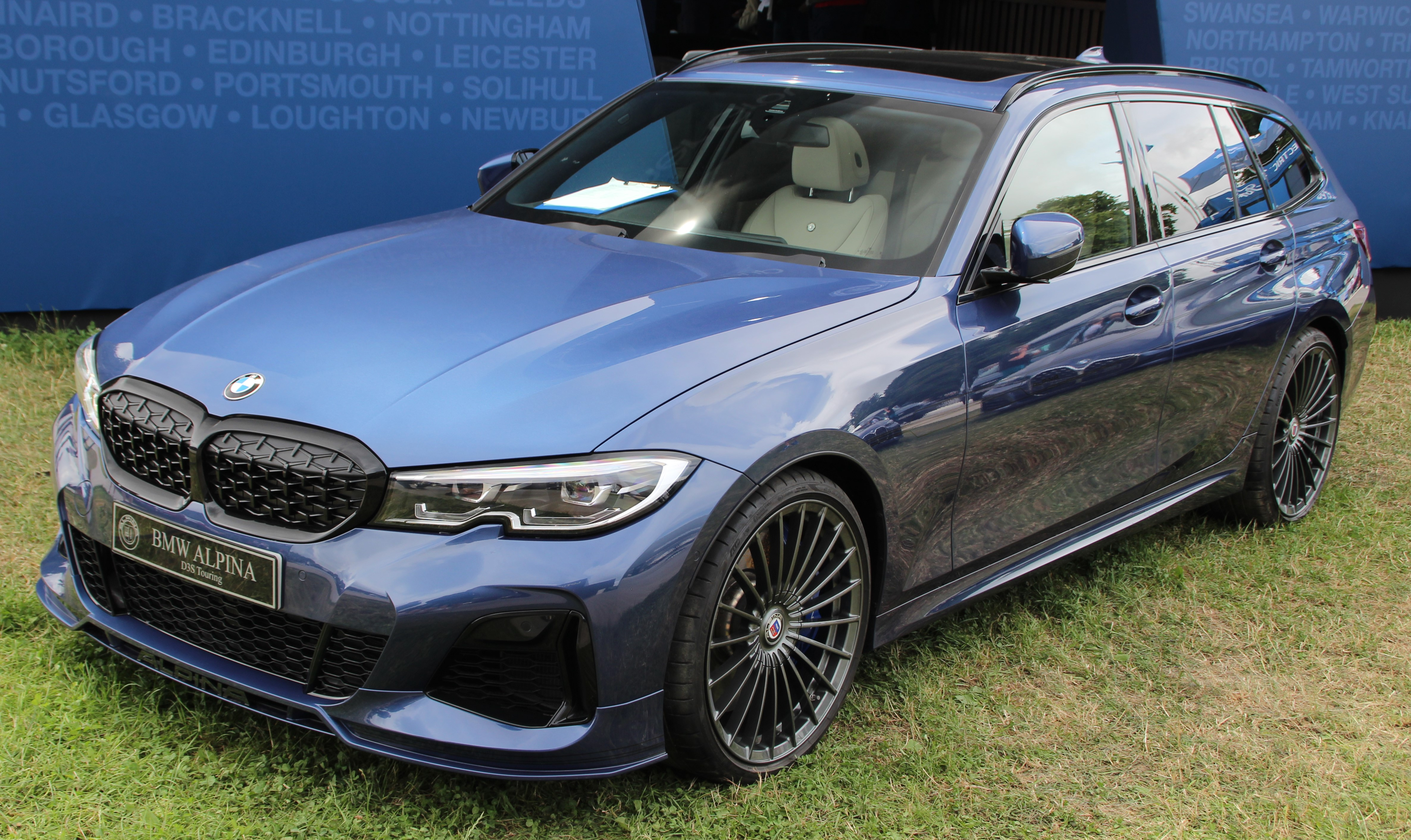
Alpina D3 Touring auf Basis des BMW 3ers
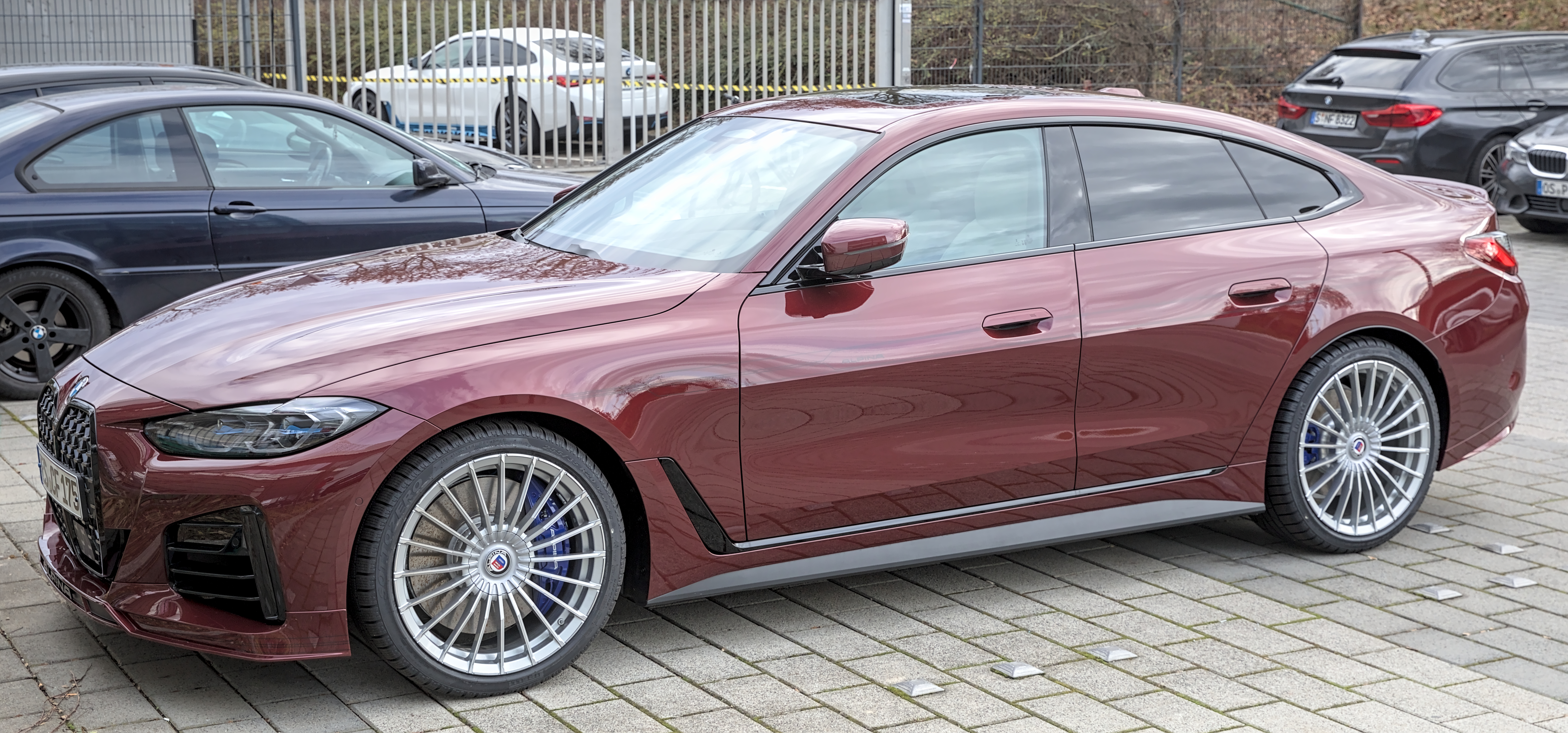
Alpina B4 auf Basis des BMW 4ers
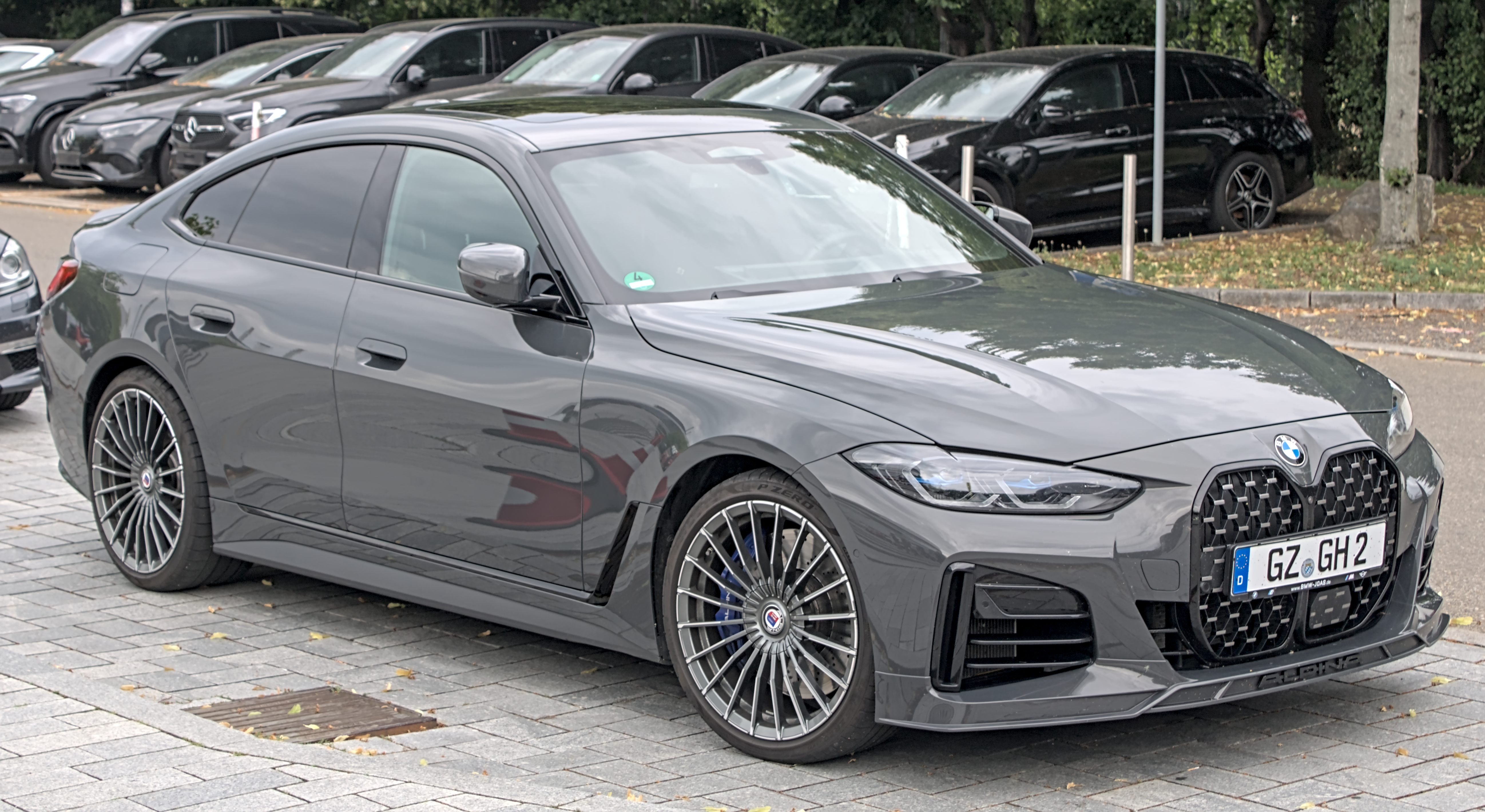
Alpina D4 auf Basis des BMW 4ers
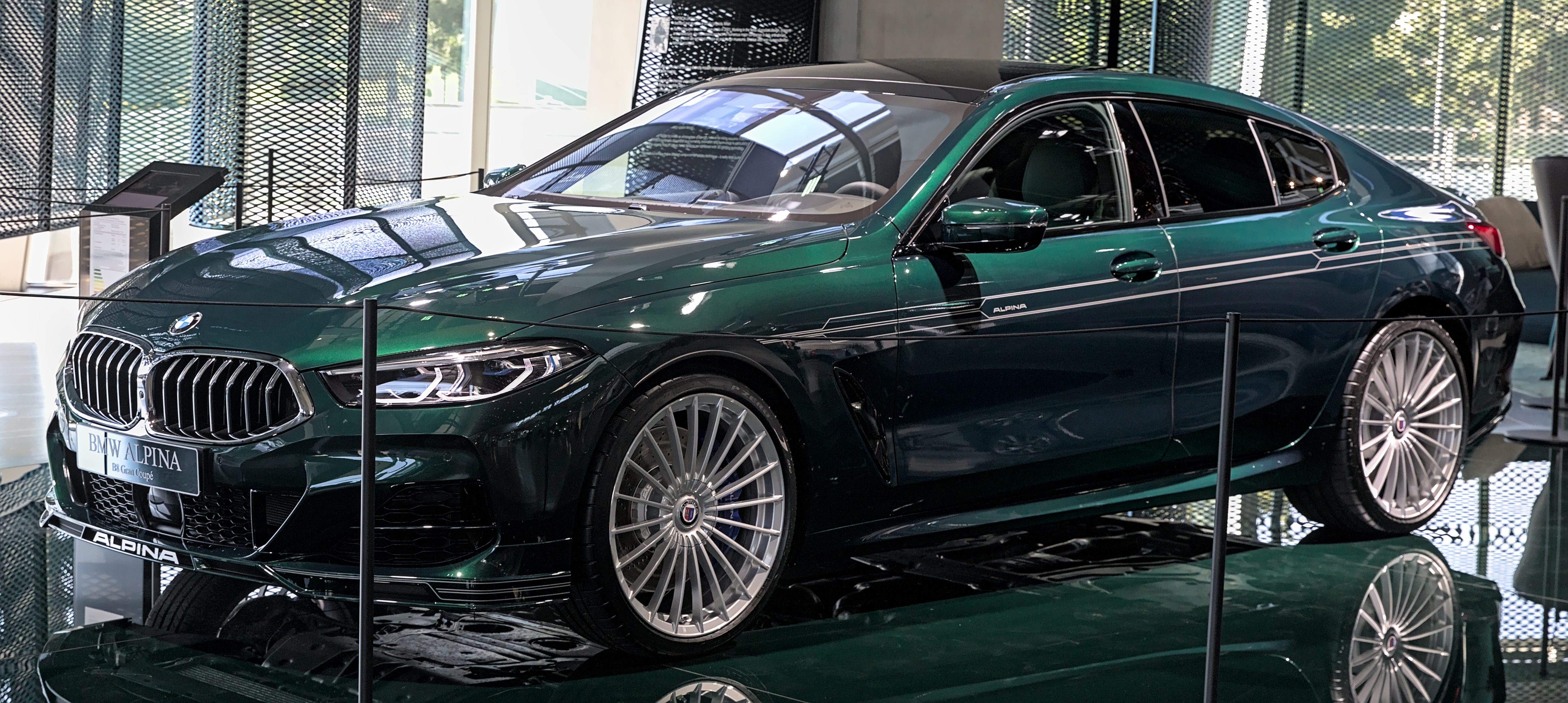
Alpina B8 auf Basis des BMW 8ers G16
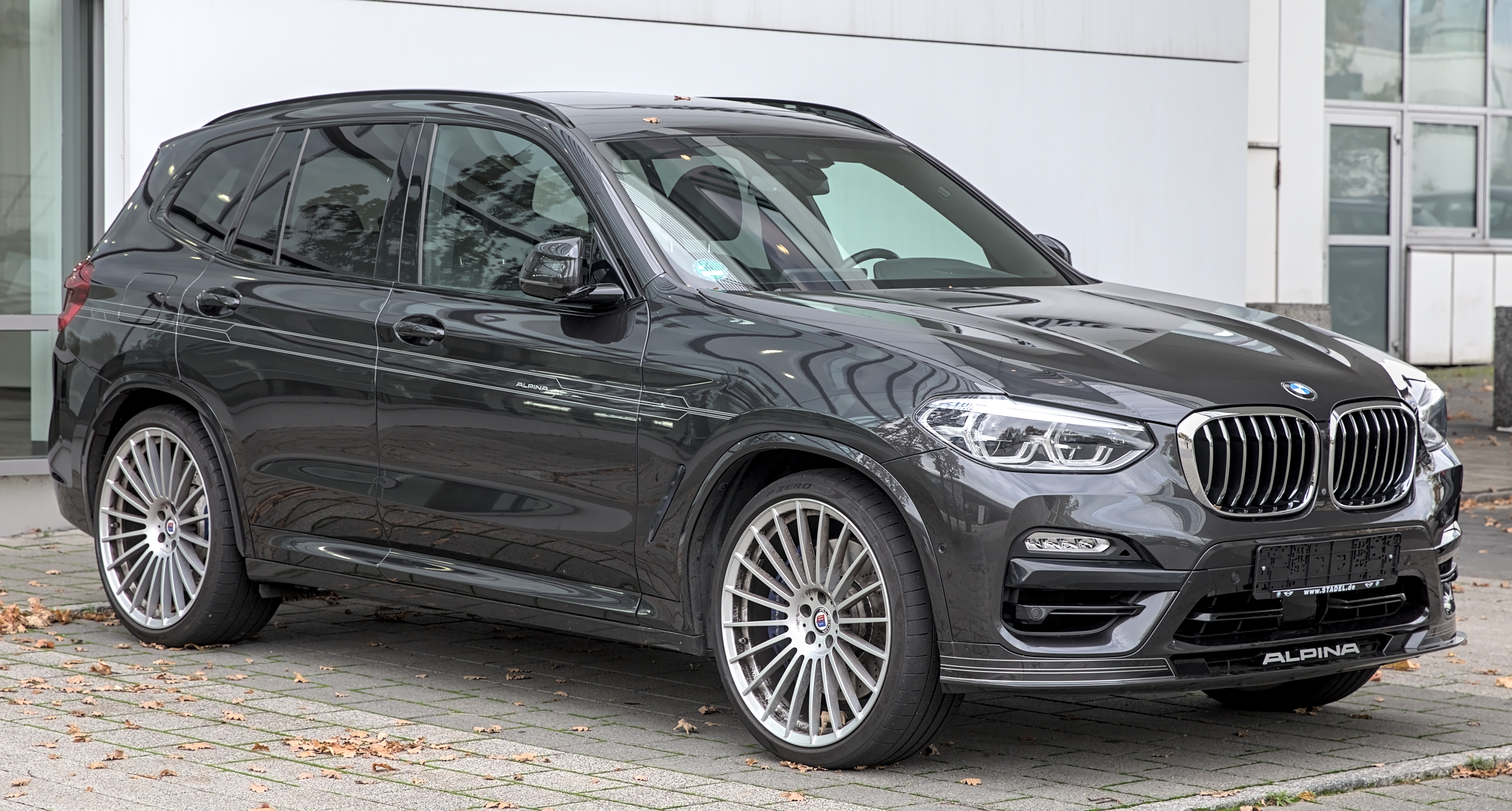
Alpina XD3 auf Basis des BMW X3
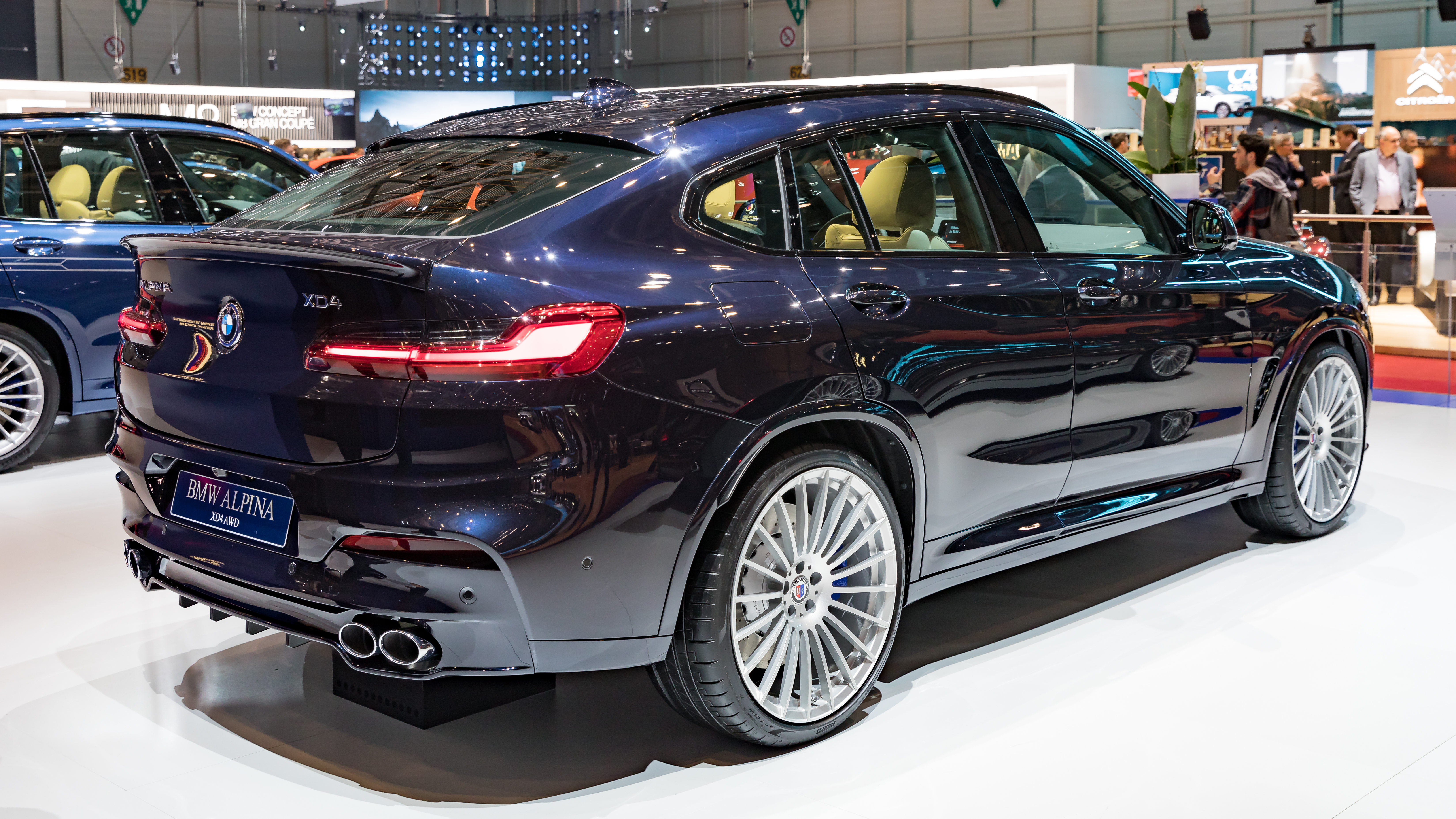
Alpina XD4 auf Basis des BMW X4
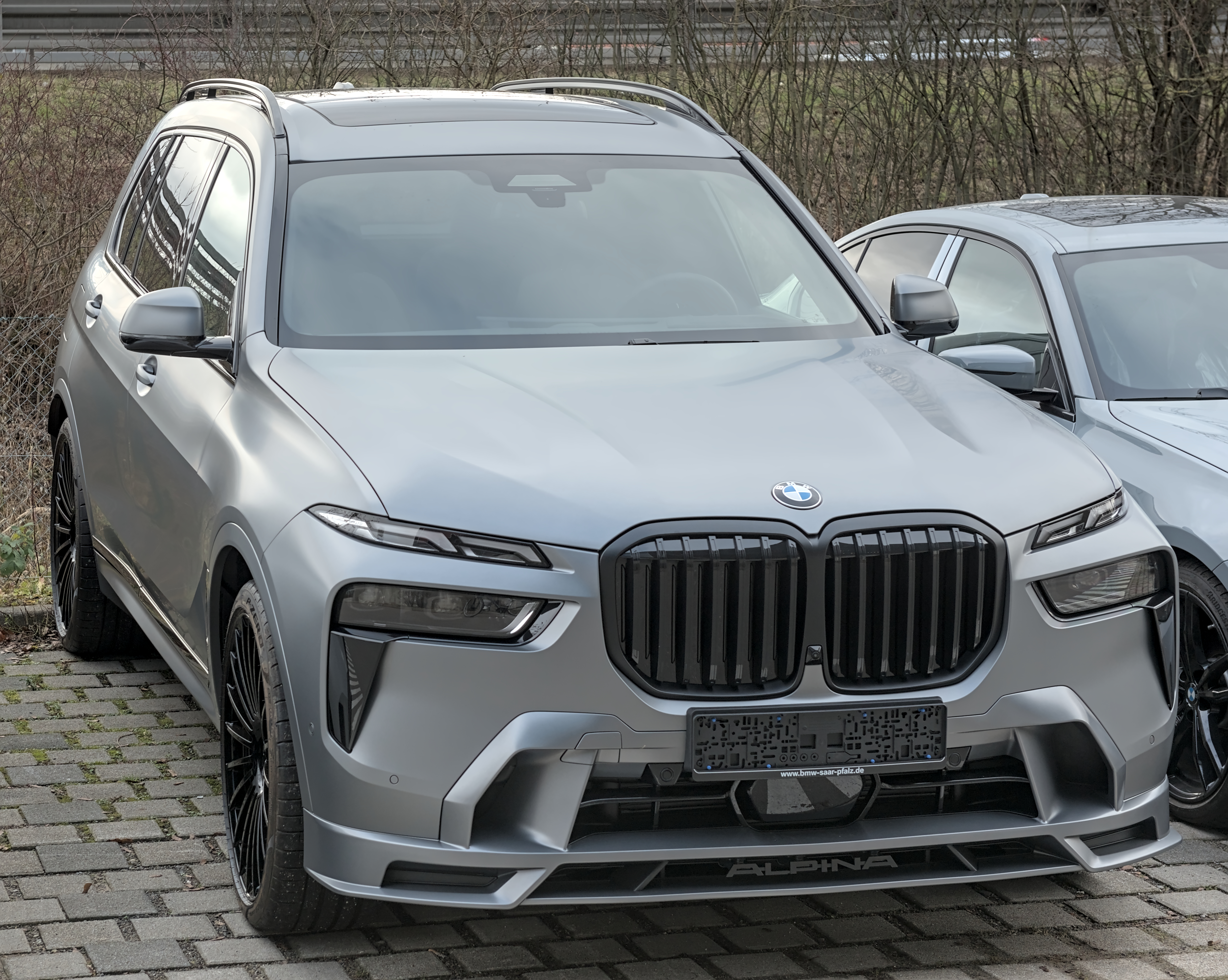
Alpina XB7 auf Basis des BMW X7

## Technische Daten der aktuellen Modelle
| Modell      | Zylinder | Hubraum  | max. Leistung                       | max. Drehmoment            | 0–100 km/h | Vmax     |
| ----------- | -------- | -------- | ----------------------------------- | -------------------------- | ---------- | -------- |
| D3 S        | R6       | 2993 cm³ | 261 kW (355 PS) bei 4000–4200 min−1 | 730 Nm bei 1750–2750 min−1 | 4,6 s      | 273 km/h |
| B3 Bi-Turbo | R6       | 2993 cm³ | 364 kW (495 PS) bei 5000–7000 min−1 | 730 Nm bei 2500–4500 min−1 | 3,6 s      | 305 km/h |
| D4 S        | R6       | 2993 cm³ | 261 kW (355 PS) bei 4000–4200 min−1 | 730 Nm bei 1750–2750 min−1 | 4,8 s      | 270 km/h |
| B4 Bi-Turbo | R6       | 2993 cm³ | 364 kW (495 PS) bei 5000–7000 min−1 | 730 Nm bei 2500–4500 min−1 | 3,7 s      | 301 km/h |
| B8          | V8       | 4395 cm³ | 457 kW (621 PS) bei 5500–6500 min−1 | 800 Nm bei 2000–5000 min−1 | 3,4 s      | 324 km/h |
| XD3         | R6       | 2993 cm³ | 285 kW (388 PS) bei 4000–5000 min−1 | 770 Nm bei 1750 min−1      | 4,6 s      | 266 km/h |
| XD4         | R6       | 2993 cm³ | 285 kW (388 PS) bei 4000–5000 min−1 | 770 Nm bei 1750 min−1      | 4,6 s      | 268 km/h |
| XB7         | V8       | 4395 cm³ | 457 kW (621 PS) bei 5500–6500 min−1 | 800 Nm bei 2000–5000 min−1 | 4,2 s      | 290 km/h |